# Мялль, Линнарт Эдуардович
Ли́ннарт Эдуа́рдович Мялль (7 июня 1938, Таллин — 14 февраля 2010, Тарту) — советский и эстонский востоковед, буддолог и политический деятель. Основоположник научной ориенталистики в Эстонии. Кандидат исторических наук. Один из авторов энциклопедии «Мифы народов мира».

## Биография
В 1962 году окончил исторический факультет Тартуского университета. Стажировался в Институте востоковедения АН СССР, специализировался на буддологии и в 1973 году защищал диссертацию на соискание учёной степени кандидата филологических наук по теме «Аштасахасрика Праджняпарамита: (Терминологический анализ санскритских и тибетских текстов)».
В 1974 году уволен из Тартуского университета в связи с процессом над Бидией Дандаровичем Дандароном. Считается учеником Дандарона.
В 1984 защитил диссертацию на соискание учёной степени кандидата исторических наук по теме «„Аштасахасрика Праджняпарамита“ как исторический источник» (специальность 07.00.09 — Историография и источниковедение).
Лауреат Литературной премии Эстонской ССР имени Юхана Смуула (1989).
В 2001 году основал Эстонский институт буддизма.
Участвовал в организации визитов Далай-ламы в Эстонию.

## Политическая деятельность
Как политик, принимал активное участие в политическом переустройстве Эстонии. Как вице-председателю Партии национальной независимости Эстонии, члену Эстонского Конгресса, Эстонского Комитета и Конституционной Ассамблеи, ему принадлежит активная роль в восстановлении Эстонской Республики. Его важнейшим вкладом в области международной политики послужило участие в создании Организации Непредставленных Народов и Наций.

## Отзывы
По оценке буддолога Е. А. Торчинова, Мялль являлся «ведущим востоковедом Эстонии».
Он был «яркой и своеобразной фигурой в советской индологии 1960—1980-х гг.», — отмечал С. Д. Серебряный. Согласно последнему же: «Поскольку наставниками Л. Э. Мялля в индологии были О. Ф. Волкова, А. М. Пятигорский и Т. Я. Елизаренкова, его можно назвать учеником учеников Ю. Н. Рериха».

## Работы
Отдельные статьи
- Мялль Л. Э. 1, ∞ и 0 как генераторы текстов и как состояния сознания // Текст-Культура-семиотика нарратива. Труды по знаковым системам. XXIII. — Тарту, 1989. — С.151-152.